# Estação Jardim São Paulo-Ayrton Senna
A Estação Jardim São Paulo–Ayrton Senna é uma estação da Linha 1–Azul do metrô da cidade brasileira de São Paulo, originalmente conhecida apenas como Estação Jardim São Paulo. Foi inaugurada pelo governador Mário Covas no dia 29 de abril de 1998, juntamente com as estações Tucuruvi e Parada Inglesa, dentro do projeto de expansão norte da Linha 1, iniciado em 1987.

## História
A Extensão Norte do metrô surgiu em 1975 após a revisão do projeto básico do metrô apresentado pelo consórcio HMD. Com 34 quilômetros de extensão, tinha como objetivo ampliar a Linha Norte — Sul de Santana até Tucuruvi. O detalhamento do projeto ocorreu na Década de 1980 com o projeto da Extensão Norte prevendo a construção das estações Jardim São Paulo, Paulicéia e Tucuruvi. Os decretos de desapropriação para a construção da estação Jardim São Paulo foram aprovados em março de 1987, poucos dias antes do final da gestão de Franco Montoro.
O governo seguinte, de Orestes Quércia, realizou a contratação das empresas responsáveis pelo projeto e iniciou as obras em 1 de dezembro de 1987.
| Estação          | Construtora              | Início da obra                                  | Término             |
| ---------------- | ------------------------ | ----------------------------------------------- | ------------------- |
| Jardim São Paulo | Mendes Junior/ Consladel | 1 de dezembro de 1987/ Junho de 1996 (retomada) | 29 de abril de 1998 |

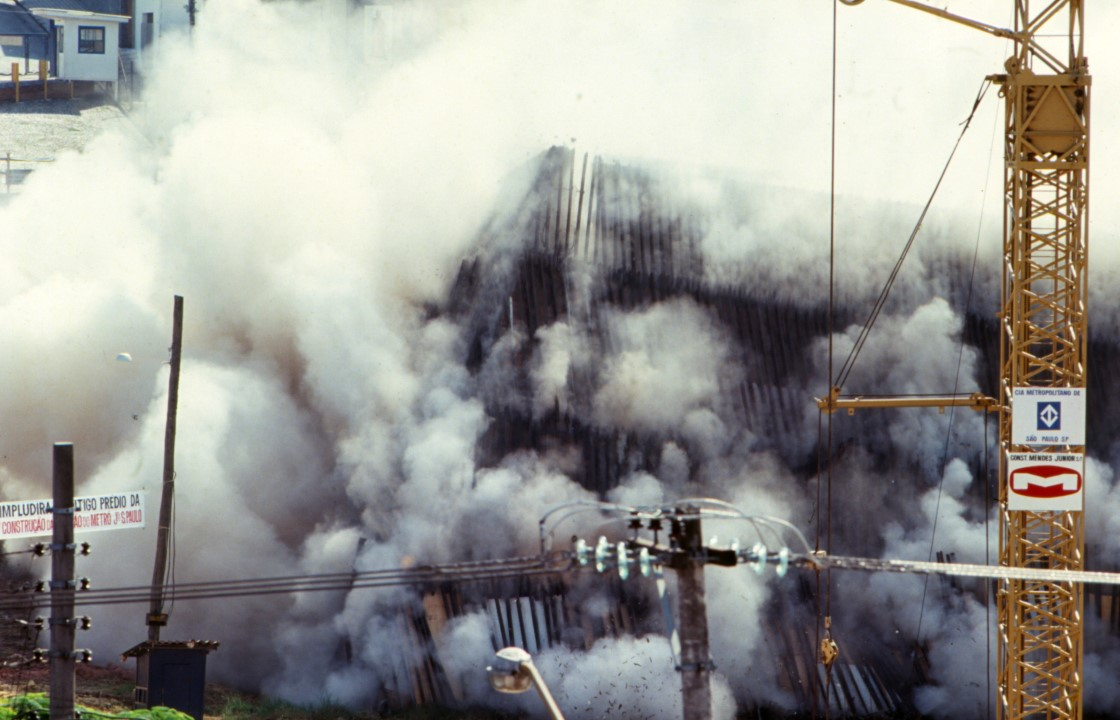
Implosão da sede da Administração Regional de Santana, 1992

As obras foram iniciadas pela construtora Mendes Junior. No entanto, por falta de recursos e problemas de desapropriação de uma área da prefeitura de São Paulo (resolvido apenas em agosto de 1988), as obras ficaram paralisadas entre dezembro de 1987 e meados de 1991. Retomada pela gestão de Fleury Filho, a construção da estação Jardim São Paulo obrigou a Companhia do Metropolitano a contratar a implosão do prédio da sede da Administração Regional de Santana. Realizada em 29 de janeiro de 1992, a implosão foi considerada um sucesso e abriu caminho para a construção da estação. Sem recursos, Fleury paralisou as obras da estação em 1992. Em setembro de 1994 a Companhia do Metropolitano contratou a empresa Consladel para concluir o acabamento da estação.
As obras da estação Jardim São Paulo foram retomadas apenas em junho de 1996 no governo Mário Covas, com a Consladel concluindo os acabamentos da estação. Para financiar parte das obras, a Companhia do Metropolitano assinou um contrato de arrendamento das bilheterias da estação com a construtora por quinze anos e em troca a construtora iria financiar parte da construção da estação.
A estação Jardim São Paulo foi inaugurada em 29 de abril de 1998.

## Localização
Localiza-se na Avenida Leôncio de Magalhães, 1000, no bairro Jardim São Paulo, no distrito de Santana, zona norte, junto ao Parque Domingos Luís.

## Características
Trata-se de uma estação enterrada com estrutura em concreto aparente e plataforma central localizada abaixo do mezanino de distribuição. Possui também aberturas para iluminação natural no ambiente da plataforma e um projeto paisagístico diferenciado, com a presença de jardins no nível do saguão onde se localizam as bilheterias e os bloqueios. O projeto desta estação conferiu à arquiteta Meire Gonçalves Selli o prêmio da II Bienal Iberoamericana de Arquitectura e Ingenieria Civil de Madrid, no ano de 2000.

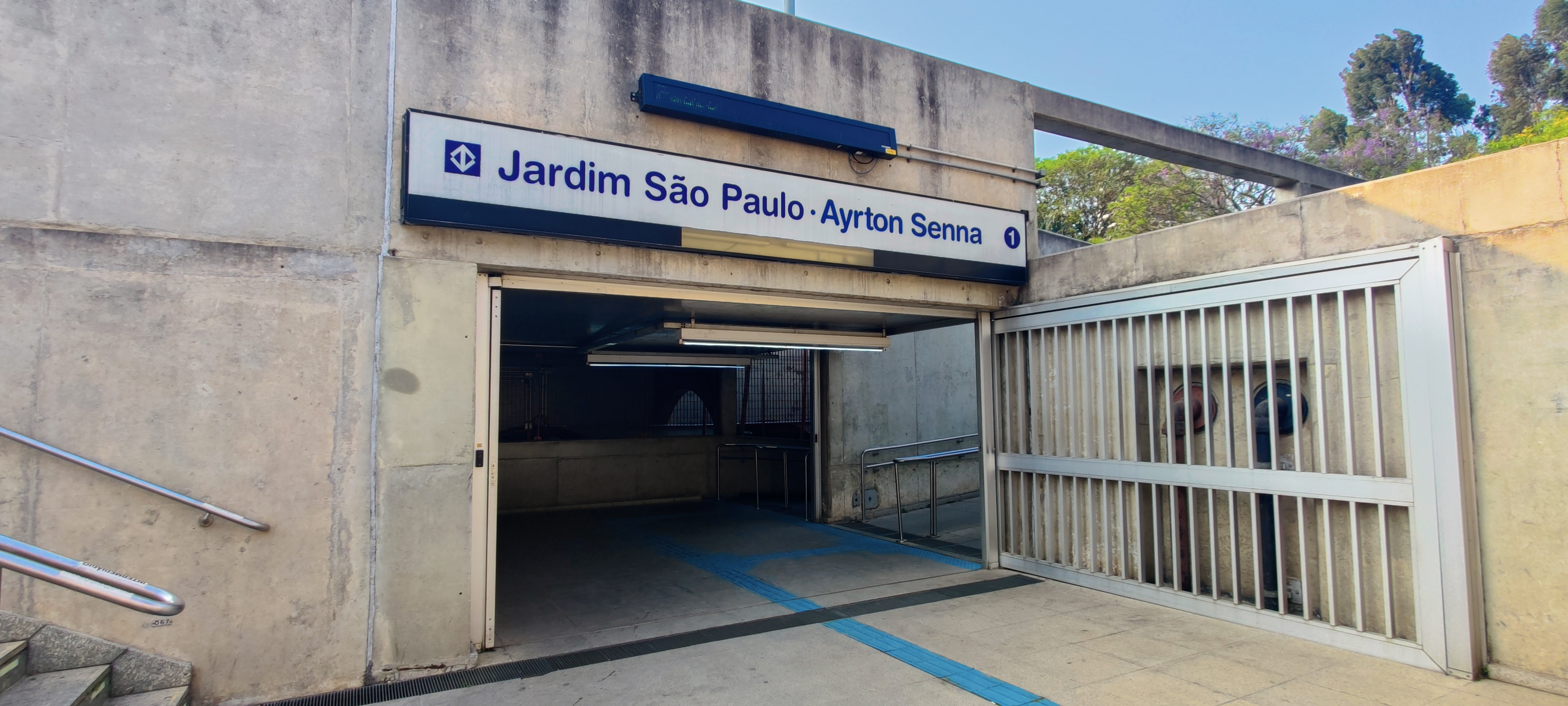
Entrada da estação

Tem 7 355 metros quadrados de área construída e sua capacidade é de 20 000 passageiros por hora, no horário de pico.
Possui duas saídas, ambas localizadas dentro do Parque Domingos Luís e que possibilitam o acesso para portadores de deficiência.

### Demanda média da estação
A média de entrada de passageiros nessa estação em 2013 foi de 16 000 passageiros por dia útil, sendo uma das menos movimentadas da Linha 1.

### Obras de arte
- Construção de São Paulo (painel), Maria Bonomi, concreto convencional moldado em forma gravada (1998), concreto armado (2 painéis de concreto, medindo 3,00 m X 6,00 m X 2,70 m (total 52,20m²)), instalado na plataforma de embarque.[16]
- Voo de Xangô (escultura), Gilberto Salvador, caldeiraria/fundição (1999), aço e tinta epóxi (8,00 m X 20,00 m X 4,00 m - 6.600 kg), instalada no jardim externo.[16]

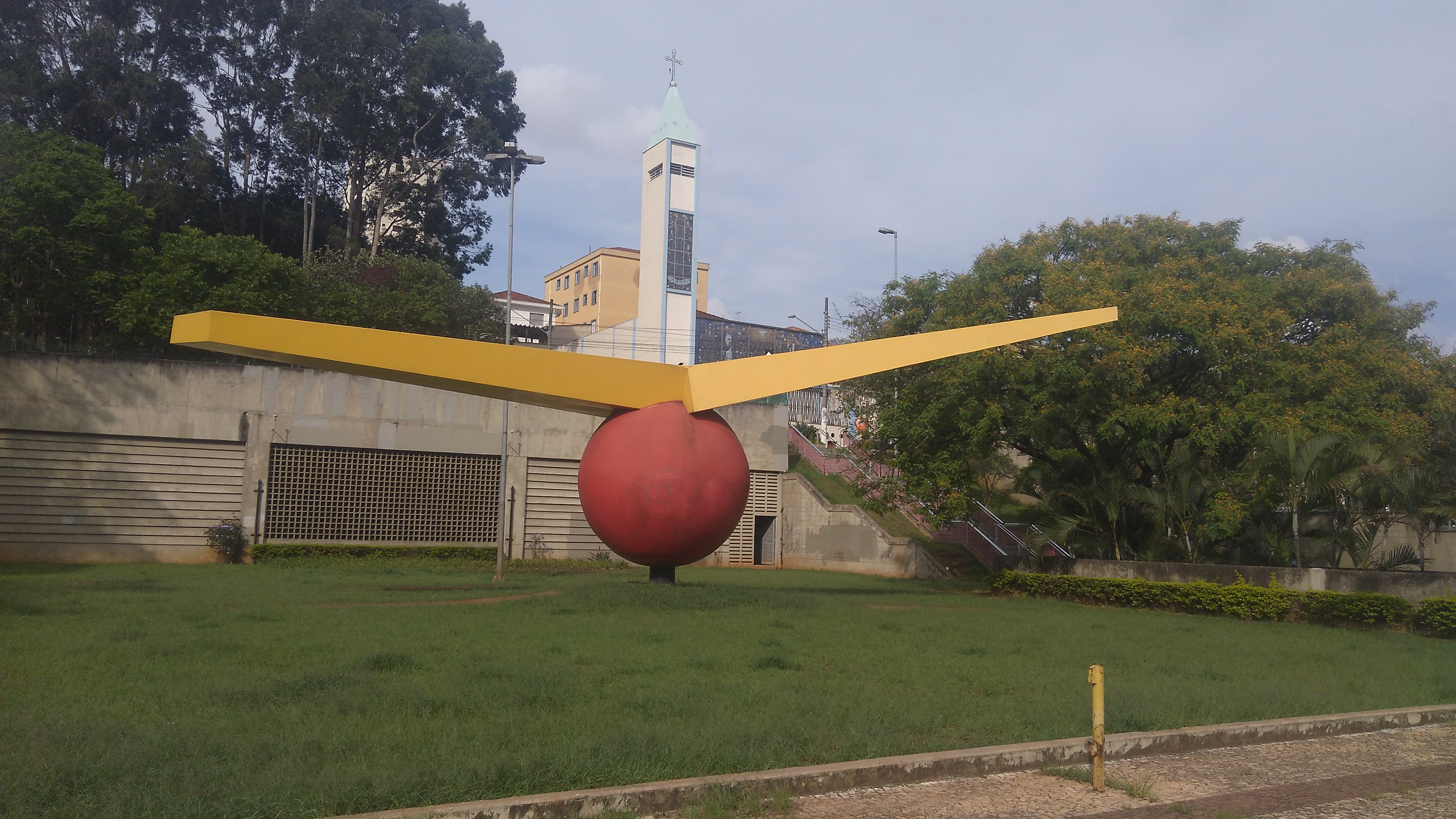
Vôo de Xangô, obra de Gilberto Salvador, datada de 1990
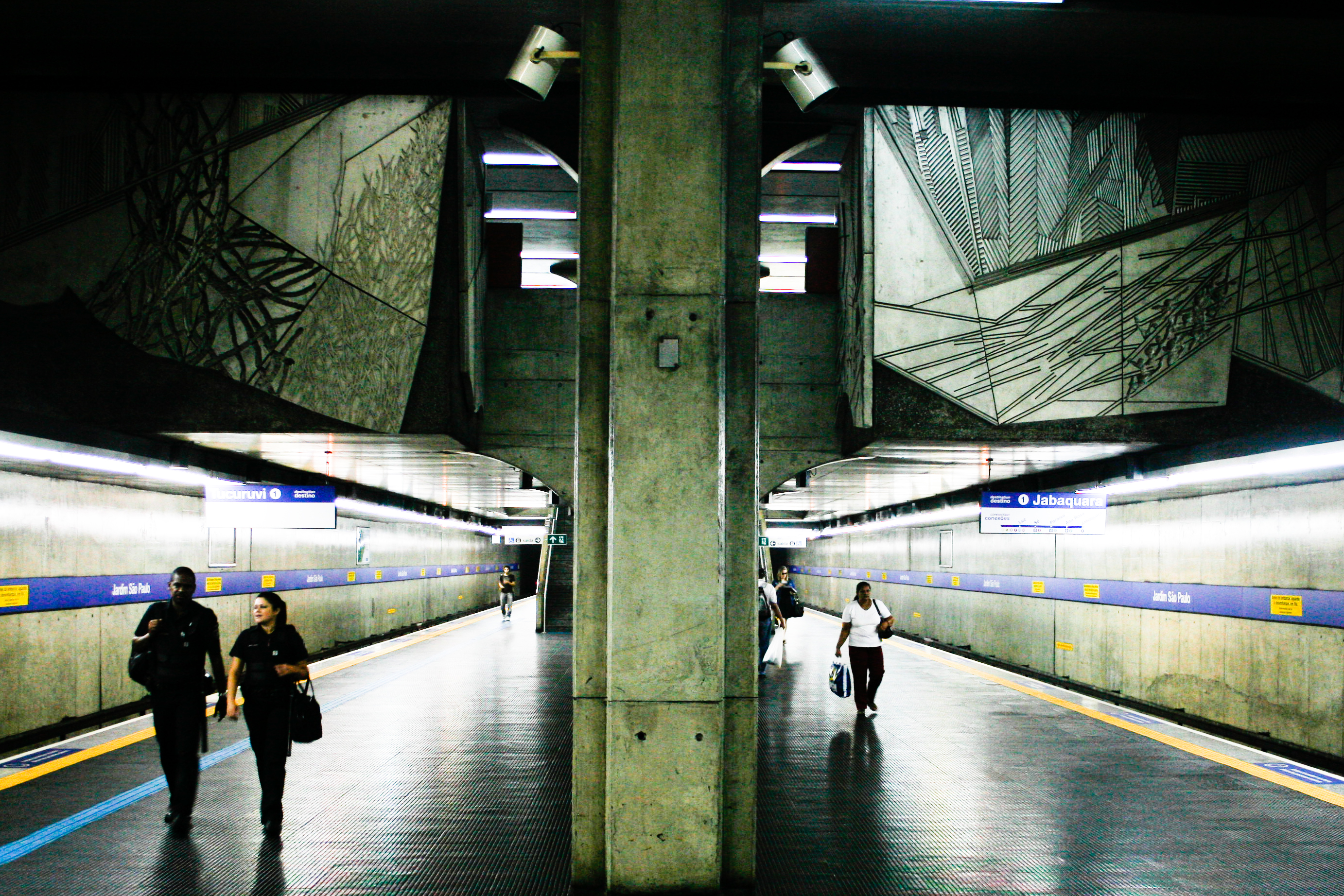
Construção de São Paulo, obra de Maria Bonomi, 1998

## Toponímia
O loteamento Jardim São Paulo surgiu em 1938, sendo promovido pela empresa Predial Novo Mundo (braço imobiliário do Banco Novo Mundo). O crescimento do loteamento fez com que em 1940 fosse implantada uma linha de ônibus entre o Vale do Anhangabaú e o Jardim São Paulo.

### Mudança de nome
No ano de 2009 o deputado Campos Machado, do PTB, propôs um projeto para mudança de nome da estação Jardim São Paulo para Jardim São Paulo-Ayrton Senna, em homenagem ao piloto tricampeão de Fórmula 1, que nasceu e viveu na região do Jardim São Paulo. Em 2011 acabou sendo aprovada a mudança de nome pelo governo do estado, e tal mudança foi implantada a partir de outubro do mesmo ano. O projeto contou com várias manifestações de apoio da sociedade paulistana, inclusive com a coleta de milhares de assinaturas para um abaixo assinado. Uma escultura em homenagem ao piloto também deve ser instalada no local. A escultura deverá ser criada pelo designer e artista plástico Paulo Soláriz, conhecido por seus troféus-escultura e arte voltada ao automobilismo e idealizador do projeto que levou à mudança de nome.

## Incidentes
No dia 24 de janeiro de 2025, uma forte tempestade que acometeu a cidade de São Paulo causou o completo alagamento da estação, fazendo com que o metrô interrompesse o trajeto entre Jardim São Paulo-Ayrton Senna e Tucuruvi às 15:55 da tarde deste dia por tempo indeterminado. Durante o momento da enchente havia passageiros no local que precisaram buscar refúgio em cima das cadeiras, grades e muretas de proteção da estação até o momento que o nível da água diminuiu.
Devido ao imenso volume de água na edificação da estação, diversos componentes elétricos vitais para a operação foram danificados. Permaneceram fechadas além da estação Jardim São Paulo-Ayrton Senna as estações Parada Inglesa e Tucuruvi; foram disponibilizados pela estatal ônibus gratuitos da operação PAESE enquanto o trecho estivera inoperante.

## Informações básicas
| Linha  | Terminais            | Inauguração            | Comprimento (km) | Estações | Duração das viagens (min) | Funcionamento (*)                                             |
| ------ | -------------------- | ---------------------- | ---------------- | -------- | ------------------------- | ------------------------------------------------------------- |
| 1 Azul | Tucuruvi ↔ Jabaquara | 14 de setembro de 1974 | 20,2             | 23       | 47                        | Diariamente, das 4h40 à 0h32; Sábados até a 1 hora de domingo |

| Sigla | Estação                       | Inauguração         | Capacidade                   | Integração               | Plataformas | Posição     | Notas |
| ----- | ----------------------------- | ------------------- | ---------------------------- | ------------------------ | ----------- | ----------- | --- |
| JPA   | Jardim São Paulo–Ayrton Senna | 29 de abril de 1998 | 20 mil passageiros hora/pico | Bilhete Único da SPTrans | Central     | Subterrânea | Estação com estrutura de concreto aparente. O nome da estação é em homenagem ao nascimento e crescimento de Ayrton Senna na região, na Rua Condessa Siciliano |